# Akrotiri Airfield
Akrotiri Airfield är en flygplats på Cypern. Den ligger inom området för enklaverna Akrotiri och Dhekelia som juridiskt tillhör Storbritannien. Akrotiri Airfield ligger 21 meter över havet.

## Topografi och klimat
Terrängen runt Akrotiri Airfield är platt. Havet är nära Akrotiri Airfield åt sydost.  Närmaste större samhälle är Akrotiri, 3,3 km väster om Akrotiri Airfield.

## Flygbas
Flygbasen byggdes på 1950-talet i vad som då var Brittiska Cypern. Vid Cyperns självständighet 1960 fick Storbritannien behålla flygbasen. Den har en landningsbana på 2743 meter vilket tillåter ganska stora plan. Den används av både USA och Storbritannien för operationer i Mellanöstern.